# クエバ・デ・ラス・マノス
クエバ・デ・ラス・マノス（Cueva de las Manos、ラス・マノス洞窟）は、アルゼンチンのサンタ・クルス州にある洞窟。スペイン語で「手の洞窟」を意味する名前の通り、多くの手の跡が残された洞窟壁画が印象的である。
サンタ・クルス州ペリート・モレーノ（Perito Moreno）の南163kmに位置し、多くの重要な考古学的・古生物学的遺跡群を含むペリート・モレーノ国立公園（Parque Nacional Perito Moreno）の境界線上に含まれている。
洞窟はピントゥーラス川（Río Pinturas）渓谷に位置し、アルゼンチンの国道40号線からは100kmほど離れたパタゴニア地方の孤立した景観の中にある。洞窟内に描かれた手形の洞窟壁画はテウェルチェ族の祖先に当たると思われる先住民族によって9000年ほど前から描かれたものである。絵具には鉱物が使われており、それを吹き付けるのに使われた骨製のパイプが見つかっているため、年代が算定可能なのである。
メインの洞窟の深さは24mで、入り口の幅15m、高さ10mである。洞窟内は上り坂になっており、高さは2mもなくなるほどにどんどん狭まっていく。

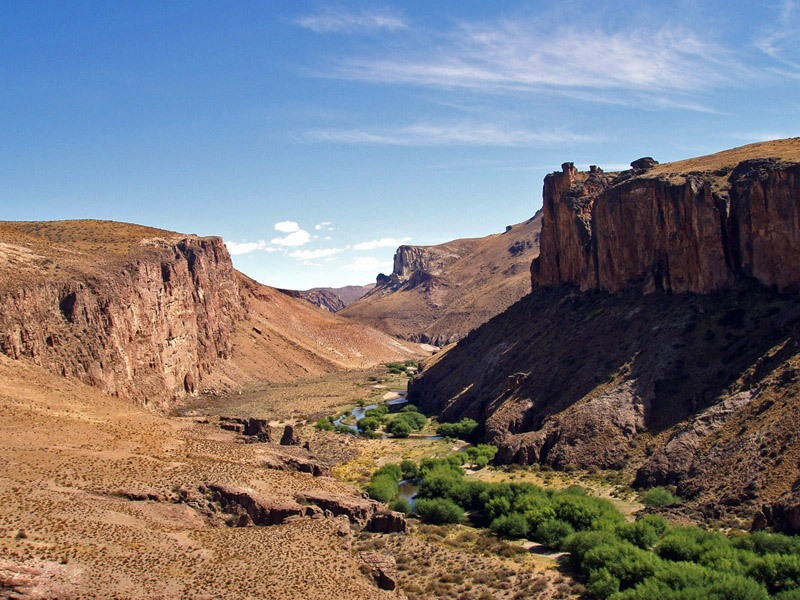
洞窟側から見たピントゥーラス渓谷

手形はしばしばネガになっている。つまり、洞窟の壁に手をつき、その周りに塗料を吹き付けることで、手形を浮き上がらせているのである。洞窟には手形以外にも、人、グアナコ、レアや、ネコ科の動物をはじめとする他の動物群なども描かれている。また、幾何学的造形やジグザグの線刻、太陽を表しているらしい絵や狩りの様子なども描かれている。なお、規模は小さいけれども、似たような洞窟壁画は近くの洞窟にも見られる。
洞窟の天井には赤い点々がついている。これは塗料をつけたボーラをめり込ませてつけたものと推測されている。塗料の色彩はヘマタイトから採取した赤をはじめ、カオリン石の白、ソーダ鉄明礬石の黄、二酸化マンガンの黒など多彩である。ネガの手形は大体紀元前550年頃と算定されており、ポジの手形は紀元前180年以降と推測されている。これに対し、狩りの絵は9000年以上遡ると推測されている。
手形のほとんどは左手である。このことは、彼らがパイプを利き手（右手）で持っていたことを示唆している。手形のサイズは13歳くらいの少年と同じようにも見えるが、彼らが現代人よりも小柄であったであろうことを考慮すれば、もう少し上の年齢だったと思われる。ゆえに、手形を印すという行為は、聖地であった洞窟における成人通過儀礼であったと考えられている。

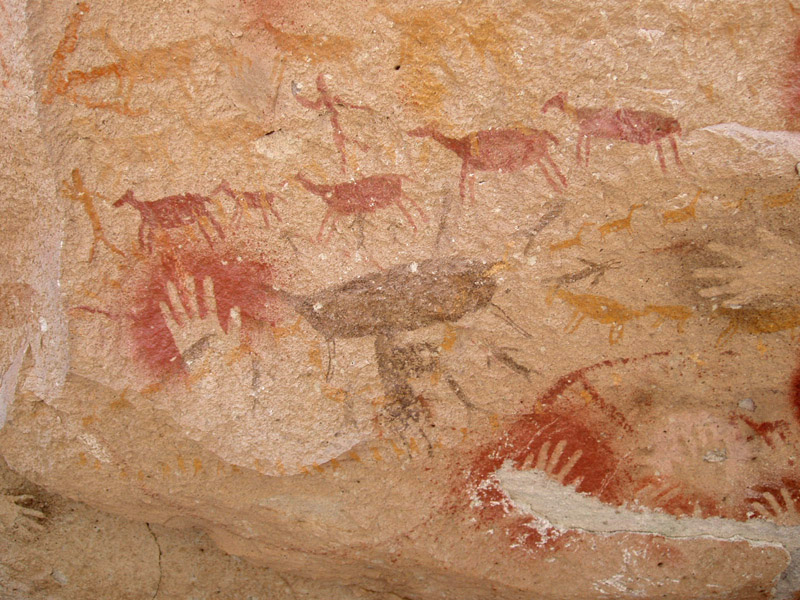
狩りの様子

## 世界遺産
クエバ・デ・ラス・マノスは、1999年にユネスコの世界遺産に登録された。

### 登録基準
この世界遺産は世界遺産登録基準のうち、以下の条件を満たし、登録された（以下の基準は世界遺産センター公表の登録基準からの翻訳、引用である）。
- (3) 現存するまたは消滅した文化的伝統または文明の、唯一のまたは少なくとも稀な証拠。